# سنجاب رمادي شرقي
السنجاب الرمادي الشرقي (بالإنجليزية: Eastern Gray Squirrel)‏ حيوان من فصيلة السنوريات ورتبة القوارض يألف الأراضي الحرجية وخاصة في المناطق الواقعة بين ولاية قاين جنوباً إلى فلوريدا وغرباً إلى تكساس.
يبلغ طول هذا الحيوان 30 سم ويبلغ طول ذيله 30 سم أيضاً ويزن نحو 700 غرام وهو يتميز بأذنيه الصغيرتين اللتين لا يكسوهما الشعر المميز السنجاب الأوروبي العادي القائمتان الأماميتان أقصر من الخلفيتين ولهما أربعة أصابع فقط بينما للخلفيتين خمسة.
أصابع وجميعها بمخالب طويلة رمادي اللون من الجهة الظهرية وأبيض من الأسفل ذيله كثيف وله حواف من الشعر الأبيض.
ينشط هذا الحيوان نهاراً ويأوي إلى جحوره ليلاً ويتخذ له جحراً في الأشجار حيث يصنعه من الأوراق والأغصان. يقتات بالجوز والتوت والواز من بين أنواع السناجب المختلفة، ذلك النوع الذي عرف بخداعه وكذبه، حيث يعمل على تخزين طعامه في الأراضي الجافة، وذلك بغرض التمكن من استعادته وقت الحاجة
ولذا فهو يعتبر آفة خطرة في بعض المناطق الزراعية كما يقتات أحياناً ببعض الحشرات.
يحل موسم المعاشرة بين شهري كانون الأول وآب وتدوم فترة الحمل أربعين يوماً تلد الأنثى بعدها من 2 إلى 5 صغار عميان وبلا فراء وبعد ستة أسابيع يغادر الصغار العش وعادة ما تلد الأنثى مرتين في السنة الواحدة.